# 小行星2789
小行星2789（2789 Foshan），又称为佛山星，是由紫金山天文台在1956年12月6日发现的主带小行星。
該小行星在1990年1月10日正式以佛山市命名。